# Holly Hill (remera)
Holly Hill (23 de enero de 1994) es una deportista británica que compitió en remo. Ganó una medalla de plata en el Campeonato Europeo de Remo de 2018, en la prueba de ocho con timonel.

## Palmarés internacional
| Campeonato Europeo | Campeonato Europeo    | Campeonato Europeo | Campeonato Europeo |
| Año                | Lugar                 | Medalla            | Prueba             |
| ------------------ | --------------------- | ------------------ | ------------------ |
| 2018               | Glasgow (Reino Unido) | Medalla de plata   | Ocho con timonel   |